# بيلي فريزر
بيلي فريزر (بالإنجليزية: Billy Fraser)‏ (12 أغسطس 1945 بإدنبرة في المملكة المتحدة - ) هو لاعب كرة قدم بريطاني في مركز جناح. لعب مع هارت أوف ميدلوثيان وهدرسفيلد تاون وWashington Darts ‏ وBoston Beacons ‏ وواشنطن ويبس وميامي طوروز ‏.